# VOC-handelsposten Midden-Oosten

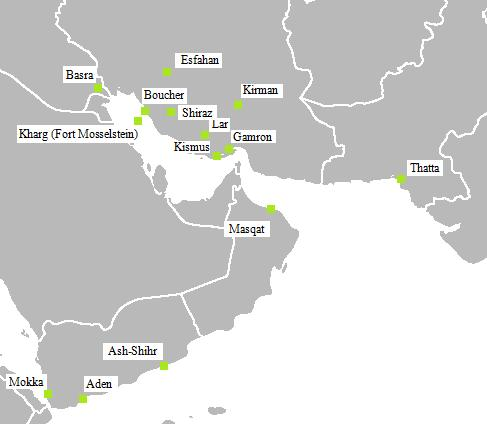
Handelposten van de VOC in het Midden-Oosten

In de 17e eeuw en 18e eeuw waren er verschillende handelsposten van de Vereenigde Oostindische Compagnie (VOC) in het Midden-Oosten. Naast de Portugezen was de VOC de enige westerse macht die in dit gebied handel dreef. Er werd vooral gehandeld in parels, rozenolie, zijde, wol, Arabische gom en wierook. Toen de laatste vesting (Kharg) in 1766 door het Perzische leger werd veroverd, vertrokken de Nederlanders voorgoed.

## Steden waar de VOC aanwezig was

### Jemen

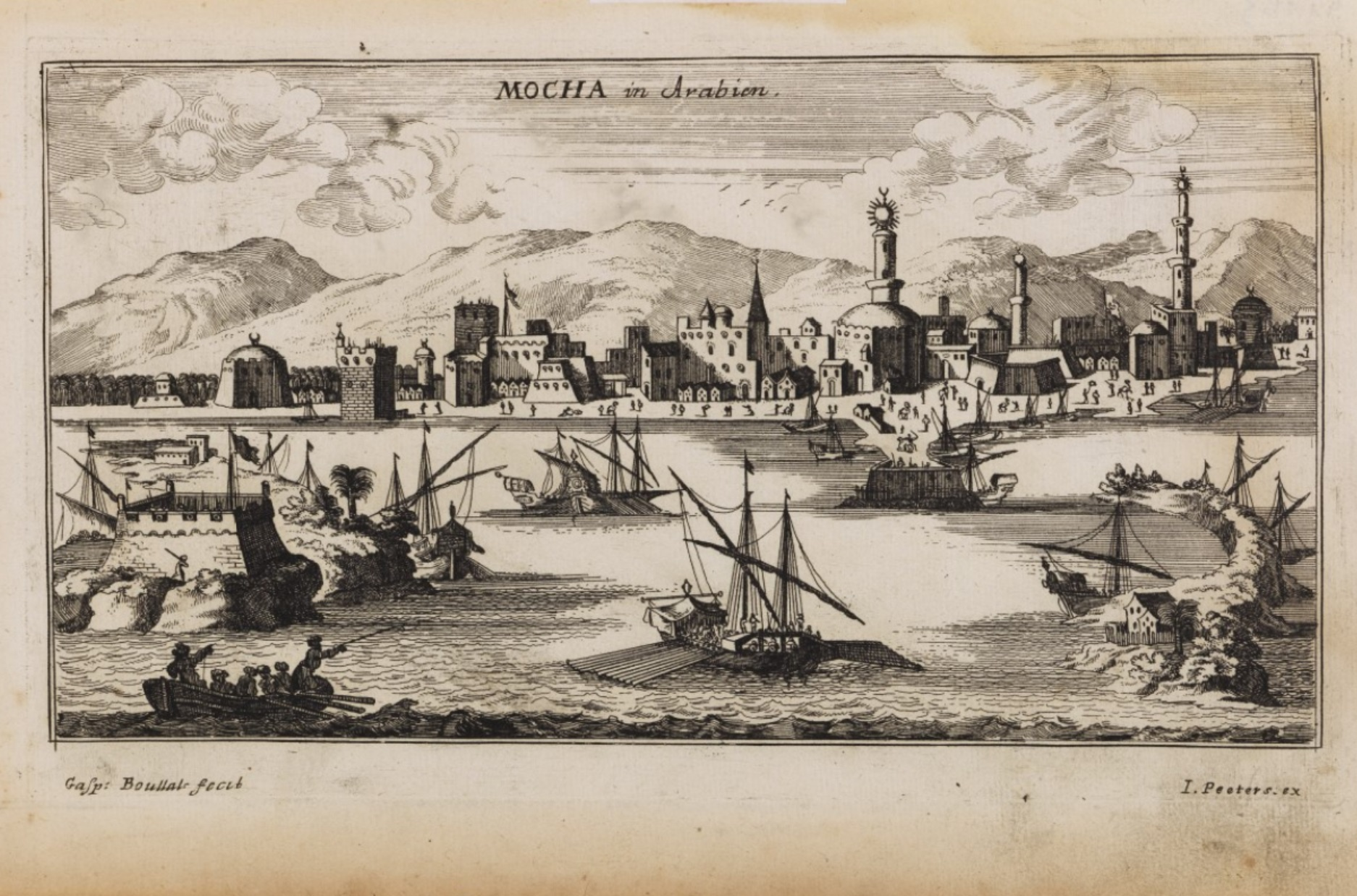
Gezicht op Mokka in 1692

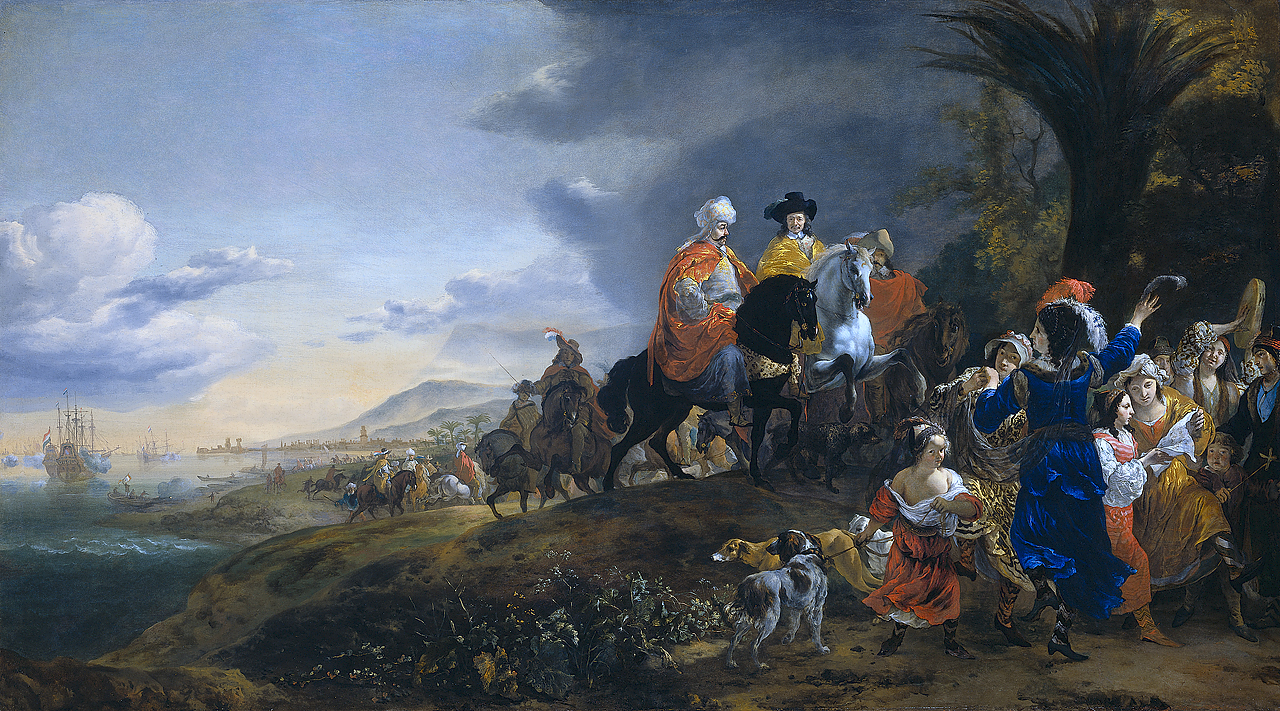
De Nederlandse ambassadeur op weg naar Isfahan, Jan Baptist Weenix, 1653 - 1659, Rijksmuseum. Te zien zijn de sultan van Bandar Abbas en ambassadeur Joan Cunaeus met zijn secretaris Cornelis Speelman.

De factoren hier gestationeerd waren ondergeschikt aan Suratte in India
- Mokka - In 1621 werd er een handelspost in de stad geopend. De handel werd echter bemoeilijkt door politieke verhoudingen, eerst was de VOC afhankelijk van de Turkse machthebbers, later van de Arabische Jemenieten. De handel bevorderen ging maar moeizaam, ook toen er geweld gebruikt werd. Toen in het begin van de 18e eeuw de vraag naar Mokka-koffie toenam ging het beter en verkreeg de post in 1707 zelfbestuur onder Batavia (daar het eerst onder Suratte viel). In 1739 werd de post opgeheven, alhoewel de handel bleef. De koffie werd geruild voor qat (een verdovend middel), specerijen en porseleinen koffiekopjes.

- Aden - Tussen 1614 en 1620 was er een Nederlandse handelspost in de stad waar men specerijen wilden verkopen tegen contant geld dat nodig was om waren in Suratte te kopen. Door oorlogen tussen de Turken en Jemenieten werd de handel bemoeilijkt en al snel weer gestopt.

- Al-Shihr - In 1616 werd hier geprobeerd een post te openen. Toen er veel moeilijkheden kwamen tussen het lokale bestuur en de vertegenwoordigers werd besloten er niet mee verder te gaan.

### Iran/Perzië

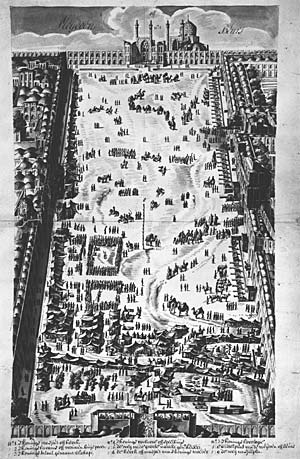
Het centrale plein van de Emam in Isfahan getekend door G. Hofsted van Essen in 1703

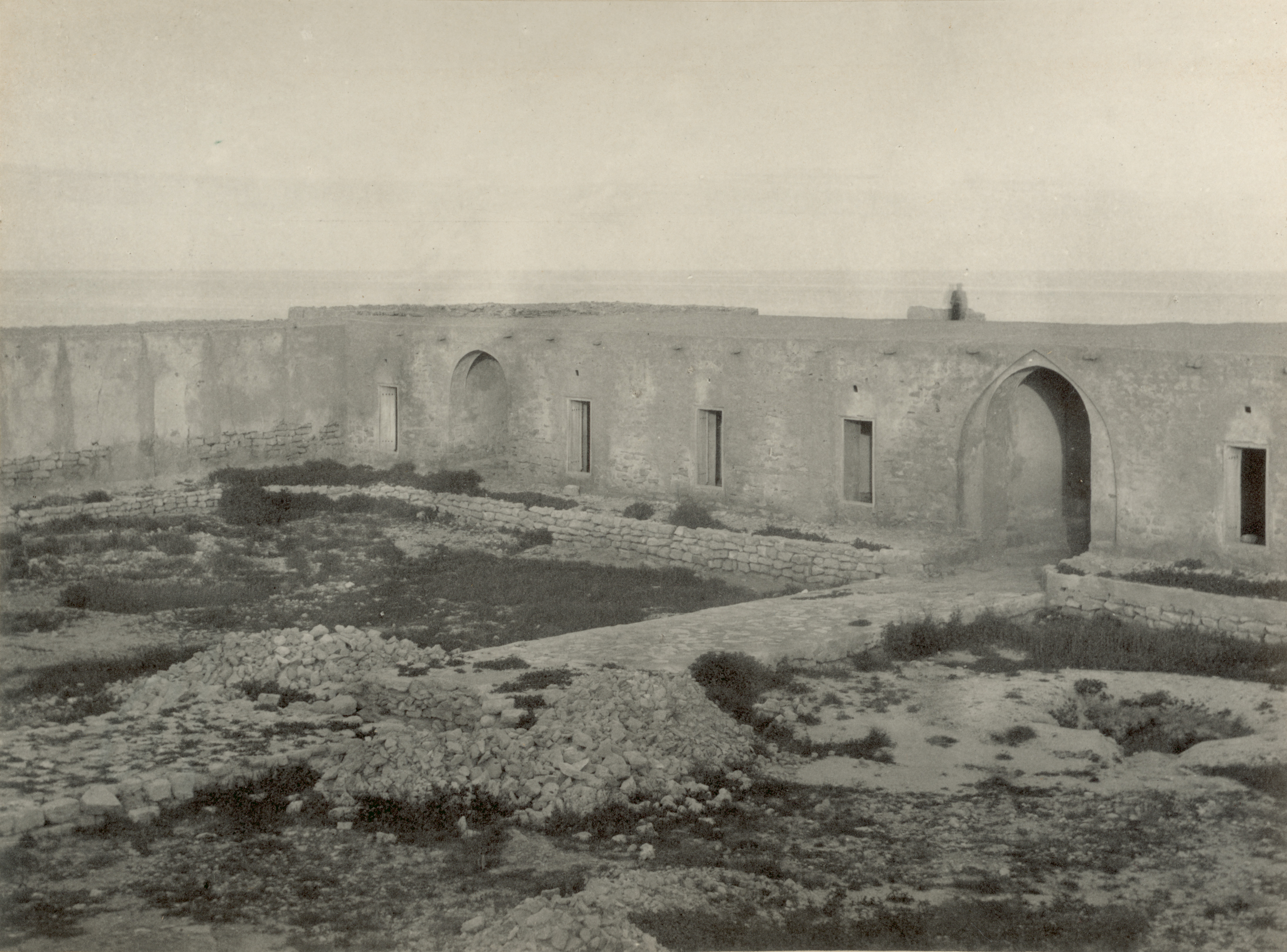
Fort Mosselstein op het eiland Kharg. Foto uit 1891

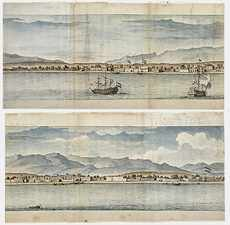
Gezicht op Gamron, 1704

De Safawidische sjah Abbas I de Grote liet diverse Europese landen toe in Iran om de handel te bevorderen. De VOC opende haar hoofdvestiging in de nieuwe hoofdstad Isfahan in 1623. De koopman Huibert Visnich sloot in 1623 een overeenkomst met sjah Abbas waarin de handel werd gereguleerd. Tot 1632 vielen de factorijen in Perzië onder de directie van de factorij te Suratte, waar Pieter van den Broecke en daarna Johan van Hasel directeur waren. Daarna werd Perzië een zelfstandig kantoor. 
- Band-e Kong - Sinds 1653 kwam er jaarlijks een staflid uit Gamron om parels in te kopen. In 1690 overwoog de VOC om er een factorij te vestigen, maar de Portugezen werkten echter zo tegen - ze vreesden voor hun eigen belangen daar - dat de VOC de vesting in hetzelfde jaar nog moest verlaten.

- Gamron (Bandar Abbas) - Eerste vestiging in 1623. Hoofdcomptoir na 1638.

- Boucher Hier had de VOC een factorij van november 1737 tot oktober 1753.

- Isfahan - Hoofdcomptoir van 1623 tot 1638. Isfahan was toen de hoofdstad van Perzië en daarmee de belangrijkste post van de VOC in dat land.

- Kirman- Stond bekend om de handel in wol. De VOC kocht hier sinds 1658 geitenhaar in via Armeniërs in haar dienst, die vanuit Gamron erheen reisden. Er werd een factorij gevestigd in ca. 1690. Deze factorij werd opgeheven in 1725, toch weer geopend in 1732 en definitief verlaten in 1740. Daarna zou de VOC geitenhaar blijven kopen maar dan vanuit Gamron.

- Kareek (of Kharg) - hier was Fort Mosselstein. Toen de VOC in Perzië nergens meer succes had in de handel, wilden de Heeren XVII het gebied in 1750 opgeven. Gouverneur-generaal Jacob Mossel wilde het echter op Kareek nog proberen, waar in 1753 een vestiging met fort gebouwd werd. Hier werd Javaanse suiker en Indiaas textiel verkocht. Al snel werd duidelijk dat de vesting niet winstgevend was, en werd ze op 1 januari 1766 gesloten. Het Perzische leger overviel het fort en plunderde het.

- Lar - De post in Lar werd gesticht in 1631 en was uitsluitend bedoeld als oase-plaats voor handelaren die op doortocht waren vanuit Isfahan naar Gamron. Wanneer de VOC vertrokken is, is onduidelijk.

- Kismus - Al in 1645 deed de VOC een poging om het fort van deze stad te veroveren. De stad was namelijk belangrijk voor de aanvoer van graan naar de stad Gamron. Hiermee kon de compagnie de stad veiligstellen en handelsvoorwaarden afdwingen. In 1684 lukte het wel om in bezit te komen van het fort. Tot wanneer de VOC deze heeft behouden is onbekend.

- Shiraz - In deze stad had de VOC tot 1730 een wijnhuis waar wijn gemaakt werd. Dit huis was in de zeventiende eeuw als geschenk in haar bezit gekomen. Tevens waren er enkele tussenhandelaren voor de VOC in de stad aanwezig.

### Irak
- Basra - Hier huurde de VOC een factorij tussen 1645 en 1646. In 1651 keerde de VOC terug. Daarna had de VOC ook al een factorij gehuurd in Basra. In de periode 1723 tot 1752 is er met tussenpozen een VOC-factorij geweest. Deze werd opgeheven in 1753 omdat er problemen waren met het lokale bestuur.

### Oman
- Masqat, beheerste feitelijk de toegang tot de Perzische Golf. De stad had een muur en drie forten. De Portugezen - die er al een handelspost hadden werden er in 1650 door de Arabieren verdreven. De VOC vond het risico de stad aan te vallen daarom te groot. Toch deden VOC-schepen Masqat regelmatig aan om handel te drijven of veilig te ankeren. Na 1660 veroverden de Nederlanders verschillende Portugese vestigingen aan de kust van India. Hierdoor had de VOC meer overwicht op de vaarroute van Perzië naar India. Met Masqat bestonden al contacten tussen de VOC en plaatselijke handelaren uit 1651 en 1666. De imam van Masqat nodigde de VOC zelf uit om een handelskantoor te openen in de stad. Het duurde echter nog tot 1672 tot het kantoor geopend werd. De handel viel wel tegen, de andere handelaren verhandelden namelijk dezelfde goederen als de VOC. Drie jaar later werd de handelpost alweer opgeheven.

### Pakistan
- Sindi of Tatta - Aan de monding van de rivier de Indus was een comptoir waar allerlei soorten stoffen werden ingekocht. Handelscontact was er tussen 1632 en 1757, tussen 1660-1662 was er ook een factorij.